# Баошань (Шанхай)
Баоша́нь (кит. упр. 宝山, пиньинь Bǎoshān) — район городского подчинения города центрального подчинения Шанхай (КНР). 

## География
Баошань расположен в северной части Шанхая, в дельте реки Янцзы, при впадении в неё реки Хуанпу. Площадь района — 424,6 кв. км. 

## История
Долгое время это была обычная сельская местность в составе уезда Цзядин. В 1725 году из уезда Цзядин был выделен отдельный уезд Баошань (宝山县). В историю вошла местная деревня Усун, возле которой во время Первой опиумной войны 16 июня 1842 года состоялась битва при Усуне.
В 1937 году на территории Баошаня происходили ожесточённые бои битвы за Шанхай. В годы Второй мировой войны японцы разместили здесь лагерь, в который были помещены американские морские пехотинцы, пленённые на острове Уэйк.
После того, как во время гражданской войны войска китайских коммунистов форсировали Янцзы и заняли территории к югу от неё, в мае 1949 года был образован Специальный район Сунцзян (松江专区), в состав которого вошёл и уезд Баошань. В 1958 году уезд был передан под юрисдикцию Шанхая.
В 1960 году из уезда Баошань был выделен район Усун (吴淞区). В 1988 году район Усун и уезд Баошань были объединены в район городского подчинения Баошань.

## Население
Согласно переписи 2010 года население Баошаня составляло 1,9 млн человек. Местные жители говорят на шанхайском диалекте, трудовые мигранты из Северного и Центрального Китая — на локальных диалектах севернокитайского языка.

## Административно-территориальное деление
Район Баошань делится на 3 уличных комитета, 9 посёлков и Промышленный парк (Baoshan Industrial Park, 宝山城市工业园区).
Уличные комитеты:
- Усун (Wusong Subdistrict,	吴淞街道)
- Чжанмяо (Zhangmiao Subdistrict, 张庙街道)
- Юи-роуд (Youyi Road Subdistrict, 友谊路街道)

Посёлки:
- Гаоцзин (Gaojing town, 高境镇)
- Гуцунь (Gucun town, 顾村镇)
- Дачан (Dachang town, 大场镇)
- Лодянь (Luodian Town, 罗店镇)
- Лоцзин (Luojing town, 罗泾镇)
- Мяохан (Miaohang town, 庙行镇)
- Суннань (Songnan town, 淞南镇)
- Юэпу (Yuepu town, 月浦镇)
- Янхан (Yanghang town, 杨行镇)

## Экономика
В районе Баошань размещаются штаб-квартира и предприятия крупнейшей китайской сталелитейной корпорации Baoshan Iron and Steel, входящей в состав China Baowu Steel Group. На берегу Янцзы расположена крупная ТЭС Шидункоу.
В районе имеется несколько промышленный кластеров, в том числе Baoshan Industrial Zone и Luodian Industrial Zone. Посёлок Гучунь является центром роботостроения, здесь базируется Шанхайский индустриальный парк робототехники, в котором производят 1/9 китайского и 1/3 шанхайского объёма промышленных роботов. Объем промышленного производства в парке вырос с 17 млрд юаней (2,37 млрд долларов США) в 2020 году до 25,87 млрд юаней (3,61 млрд долларов США) в 2024 году; рост составил более 52 %. По состоянию на 2025 год в парке насчитывалось более 270 предприятий робототехнической отрасли; крупнейшим производителем является завод японской компании FANUC.  

## Транспорт

### Водный
Вдоль побережья Хуанпу расположены многочисленные причалы Шанхайского порта, в том числе контейнерный терминал. Также в районе расположен терминала Чжанхуабан Шанхайского порта, через который экспортируются автомобили. Грузопассажирские паромы соединяют Баошань с Чунминдао, Путо и другими островами.

### Рельсовый
Баошань обслуживают четыре линии Шанхайского метрополитена: Первая (Миньхан — Баошань), Третья (Сюйхой — Баошань), Седьмая (Пудун — Баошань) и Восемнадцатая (Пудун — Баошань). В районе расположено крупное депо метрополитена.
Через территорию района проходят железнодорожные линии Наньсян — Хэцзявань (Баодин) и Хэцзявань (Баодин) — Янпу.

### Автомобильный
Имеются многочисленные автобусные маршруты, в том числе соединяющие Баошань с Народной площадью.

## Культура
В районе расположен научно-технологический парк «Залив мудрости» с Музеем трехмерной печати, библиотекой и другими учреждениями культуры.

## Образование
В Баошане расположен главный кампус Шанхайского университета.

## Здравоохранение
- Больница Хуашань Фуданьского университета
- Больница Иган
- Больница Цзиньхой Канфу
- Вторая реабилитационная больница

## Достопримечательности
- Древний форт Усун
- Баошаньский храм
- Храм Суннань
- Военно-морской музей Шанхая
- Шанхайский музей стекла
- Парк Гуцунь
- Парк Суннань

## Галерея
- Портовые причалы
- Китайский научно-технический инновационный центр
- Военно-морской музей
- Вторая реабилитационная больница
- Баошаньский храм
- Музей стекла
- Храм Суннань